# Giải bóng đá Vô địch U-21 Quốc gia 2020
Giải bóng đá Vô địch U-21 Quốc gia 2020, tên gọi chính thức là Giải bóng đá Vô địch U-21 Quốc gia Thanh Niên 2020, là mùa giải thứ 24 của Giải bóng đá Vô địch U-21 Quốc gia do Liên đoàn bóng đá Việt Nam (VFF) phối hợp với báo Thanh Niên tổ chức. Mùa giải lần này diễn ra theo hai giai đoạn, với giai đoạn vòng loại từ ngày 24 tháng 11 đến ngày 2 tháng 12 năm 2020. Vòng chung kết của giải, gồm 8 đội bóng, được tổ chức tại Khánh Hòa từ ngày 10 tháng 12 đến ngày 19 tháng 12 năm 2020.

## Vòng loại
Vòng loại diễn ra từ ngày 24 tháng 11 đến ngày 2 tháng 12 năm 2020 với bốn bảng đấu chia theo khu vực địa lý. Các đội bóng ở mỗi bảng thi đấu vòng tròn một lượt tính điểm, chọn 4 đội nhất bảng và 3 đội nhì bảng có thành tích tốt nhất tham dự vòng chung kết. Nếu đội chủ nhà vòng chung kết Khánh Hoà kết thúc vòng loại với vị trí trong nhóm 7 đội nêu trên, đội nhì bảng còn lại cũng sẽ giành quyền tham dự vòng chung kết.

### Các đội bóng
16 đội bóng đã đăng ký tham dự mùa giải lần này từ vòng loại. Các đội bóng được sắp xếp sẵn vào các bảng đấu dựa theo khu vực địa lý. Những đội bóng đóng vai trò là chủ nhà của bảng đấu vòng loại được ký hiệu bởi (H).
- Bảng A: Hà Nội, Luxury Hạ Long, Nam Định, Viettel (H).
- Bảng B: Phố Hiến, Đăk Lăk, Khánh Hòa, SHB Đà Nẵng.
- Bảng C: Công An Nhân Dân, Hoàng Anh Gia Lai (H), Sông Lam Nghệ An, Tây Ninh.
- Bảng D: Bến Tre (H), Đồng Tháp, Long An, Vĩnh Long.
- Rút lui: Becamex Bình Dương, Sài Gòn, Đồng Nai, Thành phố Hồ Chí Minh.[3]

### Bảng A
Các trận đấu diễn ra tại Trung tâm thể thao Viettel, Hà Nội.
| STT | Đội bóng           | Tr | T | H | B | Bt | Bb | Hs  | Điểm | Kết quả                |
| --- | ------------------ | -- | - | - | - | -- | -- | --- | ---- | ---------------------- |
| 1   | U21 Nam Định       | 3  | 1 | 2 | 0 | 5  | 4  | +1  | 5    | Vào vòng chung kết     |
| 2   | U21 Viettel        | 3  | 1 | 2 | 0 | 10 | 2  | +8  | 5    | Xét vào vòng chung kết |
| 3   | U21 Hà Nội         | 3  | 1 | 2 | 0 | 2  | 1  | +1  | 5    |                        |
| 4   | U21 Luxury Hạ Long | 3  | 0 | 0 | 3 | 1  | 11 | -10 | 0    |                        |

| Đội 1                | Tỷ số | Đội 2          |
| 26 tháng 11 năm 2020 |       |                |
| Luxury Hạ Long       | 1–2   | U21 Nam Định   |
| U21 Viettel          | 0–0   | U21 Hà Nội     |
| 30 tháng 11 năm 2020 |       |                |
| U21 Hà Nội           | 1–1   | U21 Nam Định   |
| Luxury Hạ Long       | 0–8   | U21 Viettel    |
| 2 tháng 12 năm 2020  |       |                |
| U21 Hà Nội           | 1–0   | Luxury Hạ Long |
| U21 Nam Định         | 2–2   | U21 Viettel    |

### Bảng B
Các trận đấu diễn ra tại Kon Tum.
| STT | Đội bóng        | Tr | T | H | B | Bt | Bb | Hs | Điểm | Kết quả                |
| --- | --------------- | -- | - | - | - | -- | -- | -- | ---- | ---------------------- |
| 1   | U21 Phố Hiến    | 3  | 2 | 1 | 0 | 4  | 1  | +3 | 7    | Vào vòng chung kết     |
| 2   | U21 Đắk Lắk     | 3  | 1 | 2 | 0 | 1  | 0  | +1 | 5    | Xét vào vòng chung kết |
| 3   | U21 SHB Đà Nẵng | 3  | 0 | 2 | 1 | 1  | 2  | -1 | 2    |                        |
| 4   | U21 Khánh Hòa   | 3  | 0 | 1 | 2 | 0  | 3  | -3 | 1    |                        |

| Đội 1                | Tỷ số | Đội 2           |
| 26 tháng 11 năm 2020 |       |                 |
| U21 Phố Hiến         | 2–1   | U21 SHB Đà Nẵng |
| U21 Khánh Hòa        | 0–1   | U21 Đắk Lắk     |
| 29 tháng 11 năm 2020 |       |                 |
| U21 SHB Đà Nẵng      | 0–0   | U21 Đắk Lắk     |
| U21 Phố Hiến         | 2–0   | U21 Khánh Hòa   |
| 2 tháng 12 năm 2020  |       |                 |
| U21 Phố Hiến         | 0–0   | U21 Đắk Lắk     |
| U21 SHB Đà Nẵng      | 0–0   | U21 Khánh Hòa   |

### Bảng C
Các trận đấu diễn ra tại Gia Lai.
| STT | Đội bóng              | Tr | T | H | B | Bt | Bb | Hs | Điểm | Kết quả                |
| --- | --------------------- | -- | - | - | - | -- | -- | -- | ---- | ---------------------- |
| 1   | U21 Công An Nhân Dân  | 3  | 2 | 1 | 0 | 2  | 0  | +2 | 7    | Vào vòng chung kết     |
| 2   | U21 Sông Lam Nghệ An  | 3  | 2 | 0 | 1 | 6  | 3  | +3 | 6    | Xét vào vòng chung kết |
| 3   | U21 Hoàng Anh Gia Lai | 3  | 1 | 1 | 1 | 4  | 3  | +1 | 4    |                        |
| 4   | U21 Tây Ninh          | 3  | 0 | 0 | 3 | 0  | 6  | -6 | 0    |                        |

| Đội 1                 | Tỷ số | Đội 2                |
| 26 tháng 11 năm 2020  |       |                      |
| U21 Tây Ninh          | 0–3   | U21 Sông Lam Nghệ An |
| U21 Hoàng Anh Gia Lai | 0–0   | U21 Công An Nhân Dân |
| 29 tháng 11 năm 2020  |       |                      |
| U21 Công An Nhân Dân  | 1–0   | U21 Sông Lam Nghệ An |
| U21 Hoàng Anh Gia Lai | 2–0   | U21 Tây Ninh         |
| 2 tháng 12 năm 2020   |       |                      |
| U21 Công An Nhân Dân  | 1–0   | U21 Tây Ninh         |
| U21 Hoàng Anh Gia Lai | 2–3   | U21 Sông Lam Nghệ An |

### Bảng D
Các trận đấu diễn ra tại Bến Tre.
| STT | Đội bóng      | Tr | T | H | B | Bt | Bb | Hs | Điểm | Kết quả                |
| --- | ------------- | -- | - | - | - | -- | -- | -- | ---- | ---------------------- |
| 1   | U21 Long An   | 3  | 1 | 2 | 0 | 6  | 5  | +1 | 5    | Vào vòng chung kết     |
| 2   | U21 Đồng Tháp | 3  | 1 | 2 | 0 | 5  | 1  | +4 | 5    | Xét vào vòng chung kết |
| 3   | U21 Vĩnh Long | 3  | 1 | 2 | 0 | 5  | 3  | +2 | 5    |                        |
| 4   | U21 Bến Tre   | 3  | 0 | 0 | 3 | 5  | 12 | -7 | 0    |                        |

| Đội 1                | Tỷ số | Đội 2         |
| 24 tháng 11 năm 2020 |       |               |
| U21 Đồng Tháp        | 0–0   | U21 Vĩnh Long |
| U21 Bến Tre          | 3–4   | U21 Long An   |
| 27 tháng 11 năm 2020 |       |               |
| U21 Long An          | 1–1   | U21 Vĩnh Long |
| U21 Bến Tre          | 0–4   | U21 Đồng Tháp |
| 2 tháng 12 năm 2020  |       |               |
| U21 Long An          | 1–1   | U21 Đồng Tháp |
| U21 Bến Tre          | 2–4   | U21 Vĩnh Long |

### Bảng xếp hạng các đội nhì bảng đấu
| STT | Đội bóng             | Tr | T | H | B | Bt | Bb | Hs | Điểm | Kết quả            |
| --- | -------------------- | -- | - | - | - | -- | -- | -- | ---- | ------------------ |
| 1   | U21 Sông Lam Nghệ An | 3  | 2 | 0 | 1 | 6  | 3  | +3 | 6    | Vào vòng chung kết |
| 2   | U21 Viettel          | 3  | 1 | 2 | 0 | 10 | 2  | +8 | 5    | Vào vòng chung kết |
| 3   | U21 Đồng Tháp        | 3  | 1 | 2 | 0 | 5  | 1  | +4 | 5    | Vào vòng chung kết |
| 4   | U21 Đắk Lắk          | 3  | 1 | 2 | 0 | 1  | 0  | +1 | 5    |                    |

### Các đội vượt qua vòng loại
| Câu lạc bộ       | Tư cách vượt qua vòng loại      | Tham dự vòng chung kết | Thành tích tốt nhất                    |
| ---------------- | ------------------------------- | ---------------------- | -------------------------------------- |
| Khánh Hòa        | Chủ nhà                         | 10 lần                 | Vô địch (2007)                         |
| Nam Định         | Nhất bảng A                     | 11 lần                 | Vô địch (2004, 2011)                   |
| Phố Hiến         | Nhất bảng B                     | 2 lần                  | Á quân (2019)                          |
| Công An Nhân Dân | Nhất bảng C                     | Lần đầu                | Lần đầu                                |
| Long An          | Nhất bảng D                     | 11 lần                 | Á quân (2000)                          |
| Sông Lam Nghệ An | Nhì bảng C/Nhì bảng tốt nhất    | 15 lần                 | Vô địch (2000, 2001, 2002, 2012, 2014) |
| Viettel          | Nhì bảng A/Nhì bảng tốt thứ hai | 10 lần                 | Vô địch (1997, 1998, 1999)             |
| Đồng Tháp        | Nhì bảng C                      | 13 lần                 | Á quân (1998)                          |

1. ↑  Kế thừa thành tích của Khatoco Khánh Hòa trước đây.
2. ↑  Kế thừa thành tích của Thể Công.

## Địa điểm
Các trận đấu của vòng chung kết diễn ra tại hai địa điểm ở thành phố Nha Trang: sân vận động 19 tháng 8 cho các trận đấu của bảng A và vòng đấu loại trực tiếp, và sân vận động Nguyễn Khuyến cho các trận đấu của bảng B.

## Đội hình
Các cầu thủ từ 16 đến 21 tuổi (sinh từ ngày 1 tháng 1 năm 1999 đến ngày 31 tháng 12 năm 2004) có đủ điều kiện để tham dự giải đấu. Mỗi đội bóng phải đăng ký một danh sách gồm tối đa 30 cầu thủ, trong đó có tối thiểu 2 thủ môn (Quy định mục 4.2 và 5.2).

## Vòng bảng
Hai đội bóng đứng đầu mỗi bảng lọt vào vòng bán kết. Lễ bốc thăm chia bảng đã diễn ra vào lúc 10:00 ngày 9 tháng 12 năm 2020 tại Champa Island Nha Trang Resort, thành phố Nha Trang, tỉnh Khánh Hòa.
Các tiêu chí xếp hạng
Các đội được xếp hạng theo điểm (3 điểm cho 1 trận thắng, 1 điểm cho 1 trận hòa và 0 điểm cho 1 trận thua), và nếu bằng điểm, các tiêu chí sau đây sẽ được áp dụng theo thứ tự, để xác định thứ hạng:
1. Điểm trong các trận đối đầu trực tiếp giữa các đội bằng điểm;
2. Hiệu số bàn thắng thua trong các trận đối đầu trực tiếp giữa các đội bằng điểm;
3. Số bàn thắng ghi được trong các trận đối đầu trực tiếp giữa các đội bằng điểm;
4. Nếu có nhiều hơn hai đội bằng điểm, và sau khi áp dụng tất cả các tiêu chí đối đầu ở trên, một nhóm nhỏ các đội vẫn còn bằng điểm nhau, tất cả các tiêu chí đối đầu ở trên được áp dụng lại cho riêng nhóm này;
5. Hiệu số bàn thắng thua trong tất cả các trận đấu bảng;
6. Số bàn thắng ghi được trong tất cả các trận đấu bảng;
7. Sút luân lưu nếu chỉ có hai đội bằng nhau và gặp nhau trong lượt trận cuối của bảng;
8. Điểm kỷ luật (thẻ vàng = –1 điểm, thẻ đỏ gián tiếp = –3 điểm, thẻ đỏ trực tiếp = –3 điểm, thẻ vàng và thẻ đỏ trực tiếp = –4 điểm);
9. Bốc thăm.

### Bảng A
| STT | Đội bóng         | Tr | T | H | B | Bt | Bb | Hs | Điểm | Kết quả          |
| --- | ---------------- | -- | - | - | - | -- | -- | -- | ---- | ---------------- |
| 1   | Nam Định         | 3  | 2 | 0 | 1 | 8  | 4  | +4 | 6    | Vào vòng bán kết |
| 2   | Đồng Tháp        | 3  | 1 | 1 | 1 | 4  | 4  | 0  | 4    | Vào vòng bán kết |
| 3   | Khánh Hòa        | 3  | 1 | 1 | 1 | 3  | 3  | 0  | 4    |                  |
| 4   | Công An Nhân Dân | 3  | 1 | 0 | 2 | 2  | 6  | -4 | 3    |                  |

| Đồng Tháp          | 1–3      | Nam Định                                                     |
| ------------------ | -------- | ------------------------------------------------------------ |
| Trần Hữu Nghĩa 11' | Chi tiết | Phan Văn Hiếu 78' · Mai Xuân Quyết 88' · Trần Ngọc Sơn 90+3' |

| Khánh Hòa | 0–1      | Công An Nhân Dân      |
| --------- | -------- | --------------------- |
|           | Chi tiết | Nguyễn Chính Đăng 21' |

| Nam Định                                                      | 3–0      | Công An Nhân Dân |
| ------------------------------------------------------------- | -------- | ---------------- |
| Trần Hữu Hoàng 22' · Đoàn Thanh Trương 32' · Vũ Hoàng Đắc 78' | Chi tiết |                  |

| Đồng Tháp | 0–0      | Khánh Hòa |
| --------- | -------- | --------- |
|           | Chi tiết |           |

| Công An Nhân Dân      | 1–3      | Đồng Tháp                                                         |
| --------------------- | -------- | ----------------------------------------------------------------- |
| Nguyễn Chính Đăng 83' | Chi tiết | Huỳnh Minh Đoàn 78' · Phạm Ngô Tấn Tài (90+3' · Bùi Duy Nam 90+5' |

| Khánh Hòa                                        | 3–2      | Nam Định                              |
| ------------------------------------------------ | -------- | ------------------------------------- |
| Nguyễn Tấn Việt 18', 90' · Nguyễn Thành Nhân 86' | Chi tiết | Trần Như Tân 17' · Trần Hữu Hoàng 76' |

### Bảng B
| STT | Đội bóng         | Tr | T | H | B | Bt | Bb | Hs  | Điểm | Kết quả          |
| --- | ---------------- | -- | - | - | - | -- | -- | --- | ---- | ---------------- |
| 1   | Viettel          | 3  | 2 | 1 | 0 | 6  | 2  | +4  | 7    | Vào vòng bán kết |
| 2   | Sông Lam Nghệ An | 3  | 1 | 2 | 0 | 7  | 3  | +4  | 5    | Vào vòng bán kết |
| 3   | Phố Hiến         | 3  | 1 | 1 | 1 | 5  | 3  | +2  | 4    |                  |
| 4   | Long An          | 3  | 0 | 0 | 3 | 2  | 12 | -10 | 0    |                  |

| Sông Lam Nghệ An    | 1–1      | Phố Hiến            |
| ------------------- | -------- | ------------------- |
| Nguyễn Văn Việt 79' | Chi tiết | Võ Nguyên Hoàng 43' |

| Long An             | 1–3      | Viettel                                       |
| ------------------- | -------- | --------------------------------------------- |
| Cù Nguyễn Khánh 32' | Chi tiết | Trương Tiến Anh 15' · Nhâm Mạnh Dũng 40', 71' |

| Viettel                                   | 2–0      | Phố Hiến |
| ----------------------------------------- | -------- | -------- |
| Nguyễn Hữu Thắng 15' · Nhâm Mạnh Dũng 50' | Chi tiết |          |

| Long An                  | 1–5      | Sông Lam Nghệ An                                                                                     |
| ------------------------ | -------- | --- |
| Phan Nhật Thanh Long 80' | Chi tiết | Đinh Xuân Tiến 41' · Trần Ngọc Ánh 60' · Nguyễn Văn Việt 76' · Thái Bảo Trung 83' · Hồ Văn Cường 89' |

| Phố Hiến                                           | 4–0      | Long An |
| -------------------------------------------------- | -------- | ------- |
| Lương Văn Hùng 39', 53', 73' · Trịnh Văn Chung 74' | Chi tiết |         |

| U21 Sông Lam Nghệ An         | 1–1      | U21 Viettel        |
| ---------------------------- | -------- | ------------------ |
| Nguyễn Thanh Bình 83' (l.n.) | Chi tiết | Nhâm Mạnh Dũng 68' |

## Vòng đấu loại trực tiếp
Trong vòng đấu loại trực tiếp, loạt sút luân lưu sẽ được sử dụng để quyết định đội thắng nếu hòa sau 90 phút chính thức (không có hiệp phụ).

### Bán kết
| Nam Định            | 0–1      | Sông Lam Nghệ An                                             |
| ------------------- | -------- | ------------------------------------------------------------ |
| Phan Thế Hưng 90+2' | Chi tiết | Trần Mạnh Quỳnh 44' · Ngô Văn Lương 81' · Nguyễn Văn Sơn 62' |

| Viettel                                                                                | 2–1      | Đồng Tháp                                                                     |
| -------------------------------------------------------------------------------------- | -------- | ----------------------------------------------------------------------------- |
| Đinh Tuấn Tài 32' 30' · Trần Danh Trung 72' · Vũ Văn Quyết 52' · Phạm Mạnh Cường 90+6' | Chi tiết | Nguyễn Tuấn Em 48' · Nguyễn Hoàng Duy 10' · Lê Nhật Huy 38' · Bùi Duy Nam 56' |

### Chung kết
| Sông Lam Nghệ An                        | 0–1      | Viettel                                                        |
| --------------------------------------- | -------- | -------------------------------------------------------------- |
| Lê Thành Lâm 44' · Nguyễn Xuân Bình 51' | Chi tiết | Nguyễn Sỹ Chiến 21' · Trần Danh Trung 43' · Nhâm Mạnh Dũng 86' |

## Thống kê

### Vô địch
| Vô địch Giải bóng đá Vô địch U-21 Quốc gia 2020 |
| ----------------------------------------------- |
| Viettel Lần thứ 4                               |

### Các giải thưởng
Các giải thưởng dưới đây đã được trao sau khi giải đấu kết thúc:
| Vua phá lưới             | Cầu thủ xuất sắc nhất      | Thủ môn xuất sắc nhất     | Giải phong cách  |
| ------------------------ | -------------------------- | ------------------------- | ---------------- |
| Nhâm Mạnh Dũng (Viettel) | Nguyễn Hữu Thắng (Viettel) | Phạm Việt Cường (Viettel) | Sông Lam Nghệ An |

### Cầu thủ ghi bàn
Đã có 42 bàn thắng ghi được trong 15 trận đấu, trung bình 2.8 bàn thắng mỗi trận đấu.